# Torgny Bondestam
Per Torgny Stefan Bondestam, född 6 januari 1914 i Göteborg, död 11 oktober 2009 i Örebro, var en svensk arkivarie.

## Biografi
Torgny Bondestam var son till prosten Per Pehrsson och Elin Rodhe. Han avlade studentexamen 1933, blev filosofie magister i Uppsala 1942 och filosofie licentiat 1948. Han var tjänsteman på landsarkiven i Vadstena och Uppsala 1944–1948 och stadsarkivarie i Borås från 1948. Han var timlärare på högre allmänna läroverket i Borås 1956 och på högre tekniska läroverket i Borås 1958–1960. Han innehade arkivutredningsuppdrag för bland annat Uppsala universitet, Eskilstuna stad, Nacka stad och Svenska stadsförbundet och var tryckfrihetsombud i Borås från 1955. Han skrev artiklar i tidningar och tidskrifter angående arkivväsen och Borås stads historia samt var redaktör för Göteborgs stifts herdaminne från 1964.
Bondestam blev, tillsammans med sin dåvarande partner Ebba Neander, riksbekant genom Åsa Blancks TV-dokumentär Ebba & Torgny och kärlekens villovägar (2003).